# Talatí de Dalt
Talatí de Dalt ist eine archäologische Ausgrabungsstätte auf der Baleareninsel Menorca. Die talayotische Siedlung wurde ab dem 9. Jahrhundert v. Chr. errichtet. Seine Blütezeit hatte Talatí de Dalt zwischen dem 4. und 2. Jahrhundert v. Chr., als punische Händler aus Ibiza für weit reichende Handelsbeziehungen sorgten. In dieser Zeit wurde die Siedlung von etwa 100 Menschen bewohnt. Noch bis ins Hochmittelalter scheinen dort Zeremonien abgehalten worden zu sein.

## Lage
Die prähistorische Siedlung liegt in der Gemeinde Maó etwa vier Kilometer westlich des Stadtzentrums und kann von der Inselmagistrale Me-1 über den Cami de Talatí nach ca. 500 m erreicht werden. Der Ort Alaior liegt etwa acht Kilometer nordwestlich.
Von der Spitze des zentralen Talayots, eines in Zyklopentechnik ausgeführten turmartigen Rundbaus, dessen Funktion noch nicht vollständig aufgeklärt ist, sind die Talayots dreier benachbarter Siedlungen zu sehen – Cornia Nou im Südosten, Torelló im Süden und Biniaiet Vell im Nordwesten.

## Beschreibung

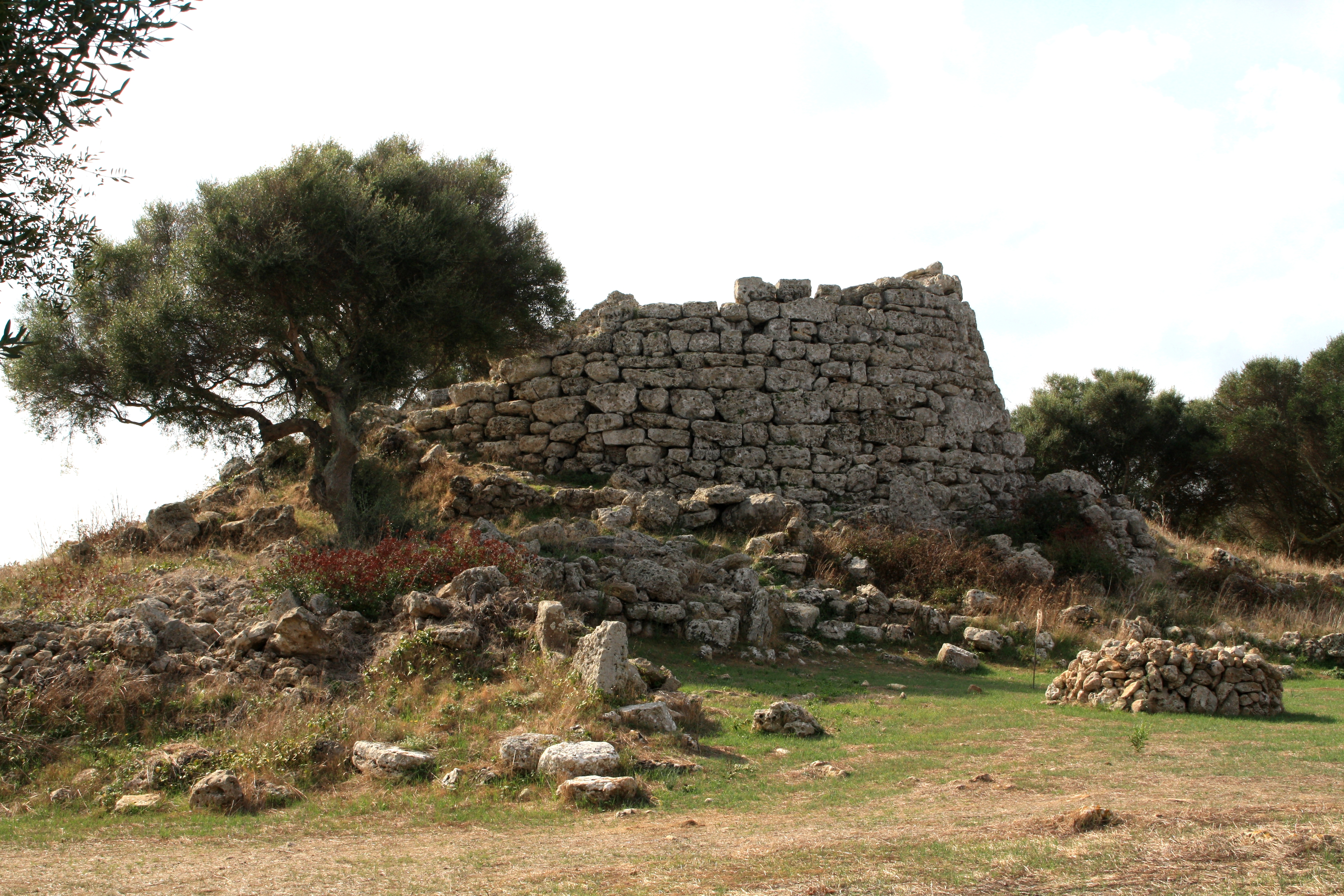
Zentraler Talayot

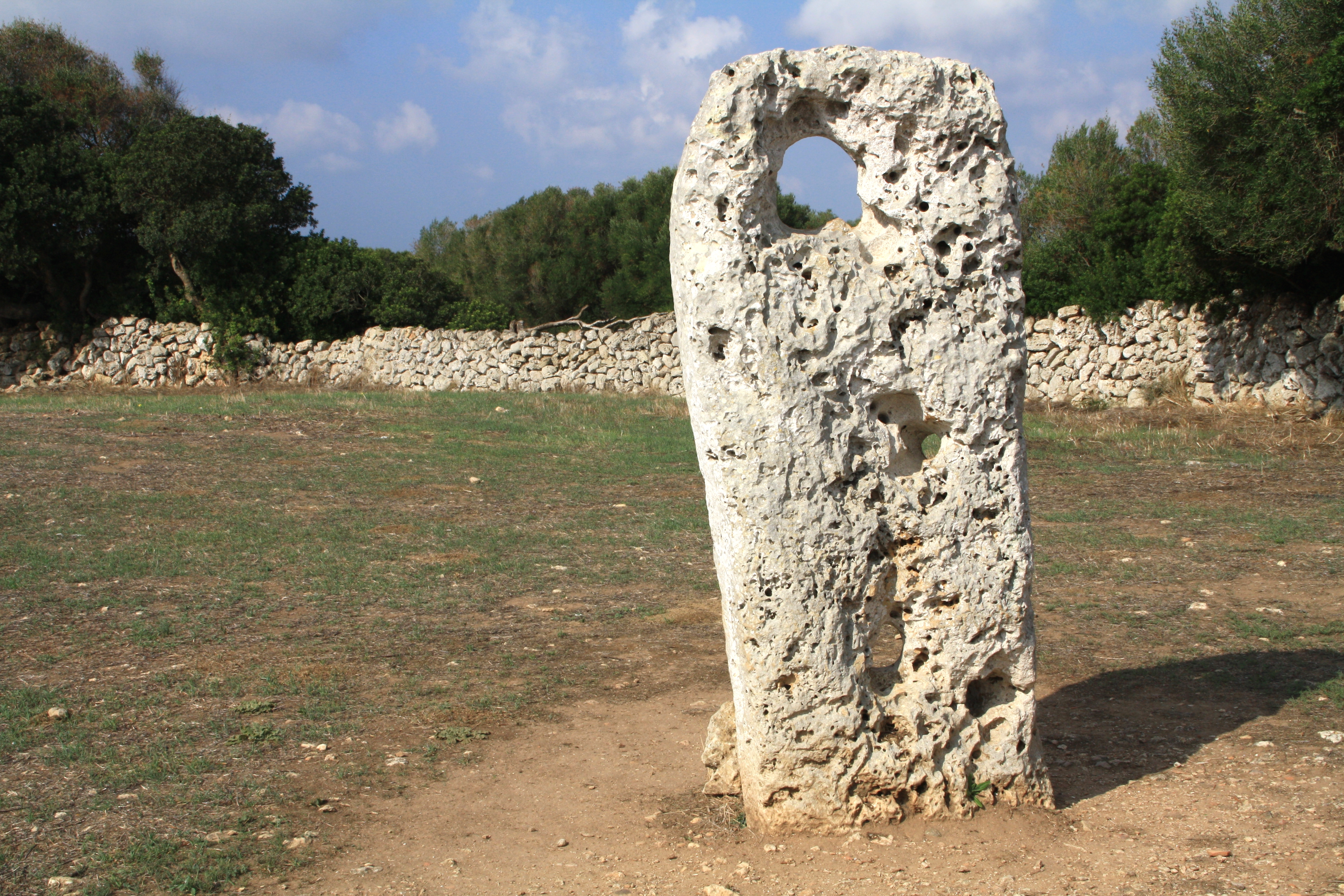
Einzeln stehender Pfeiler

Die archäologische Fundstätte von Talatí de Dalt gilt als eines der Wahrzeichen Menorcas. Geschuldet ist das ihrem außerordentlich guten Erhaltungszustand und der ungewöhnlichen Taula, einem nur auf dieser Insel anzutreffenden megalithischen Kultbau. Man findet hier die wichtigsten Elemente einer posttalayotischen Siedlung und einer Nekropole.
Am mit 93 m höchsten Punkt der Siedlung steht der aus dem 9. oder 8. Jahrhundert v. Chr. stammende zentrale Talayot, der die Form eines Kegelstumpfs mit elliptischem Grundriss besitzt und an der Basis bis zu 16,50 m dick ist. Seine Ostflanke weist erhebliche Schäden auf, von Westen aber ist seine Bauweise aus Reihen geschichteter Steinblöcke gut erkennbar. Auf seiner Spitze sind Reste eines noch nicht ausgegrabenen kleinen Raums erhalten. Nördlich des zentralen befindet sich am Rand der Siedlung ein zweiter, kleinerer Talayot, an den ein Gebäude mit rechteckigem Grundriss angebaut war. Zwischen den Talayots steht heute ein einzelner Pfeiler, der wohl zu einem posttalayotischen Rundhaus (Cercle) gehört hat.
Die Taula wird – wie in anderen prähistorischen Siedlungen Menorcas – aus zwei großen, behauenen Monolithen gebildet, die in Form des Buchstaben „T“ aneinandergefügt sind. Der aufrecht stehende tragende Stein besitzt eine flache, annähernd rechteckige Form, während das Kapitell einem umgekehrten Pyramidenstumpf mit rechteckiger Grundfläche gleicht. Das Monument ist das Zentrum einer Kultstätte mit hufeisenförmigem Grundriss, deren ursprünglicher Eingang durch die nach Süden gerichtete, leicht konkave Fassade heute blockiert ist. Das Besondere an der Taula in Talatí de Dalt ist ein Pfeiler, der sich seitlich an das Kapitell anlehnt. An der östlichen Außenwand des Taula-Heiligtums befindet sich eine kleine Säulenhalle (Hypostylon), die von Norden her betreten werden kann. Von sowohl monolithischen wie auch polylithischen Säulen und Pfeilern getragen ist ein Teil des aus flachen Steinplatten bestehenden Dachs erhalten.
Der Taulabezirk ist 14,10 m breit und 16,00 m tief. Der tragende Stein der Taula ist 3,00 m hoch, 2,60 bis 2,70 m breit und 55 bis 60 cm dick. Der Deckstein hat eine Länge von 3,80 bis 4,00 m, eine Breite von 1,38 m bis 1,50 m und ist 65 cm dick.

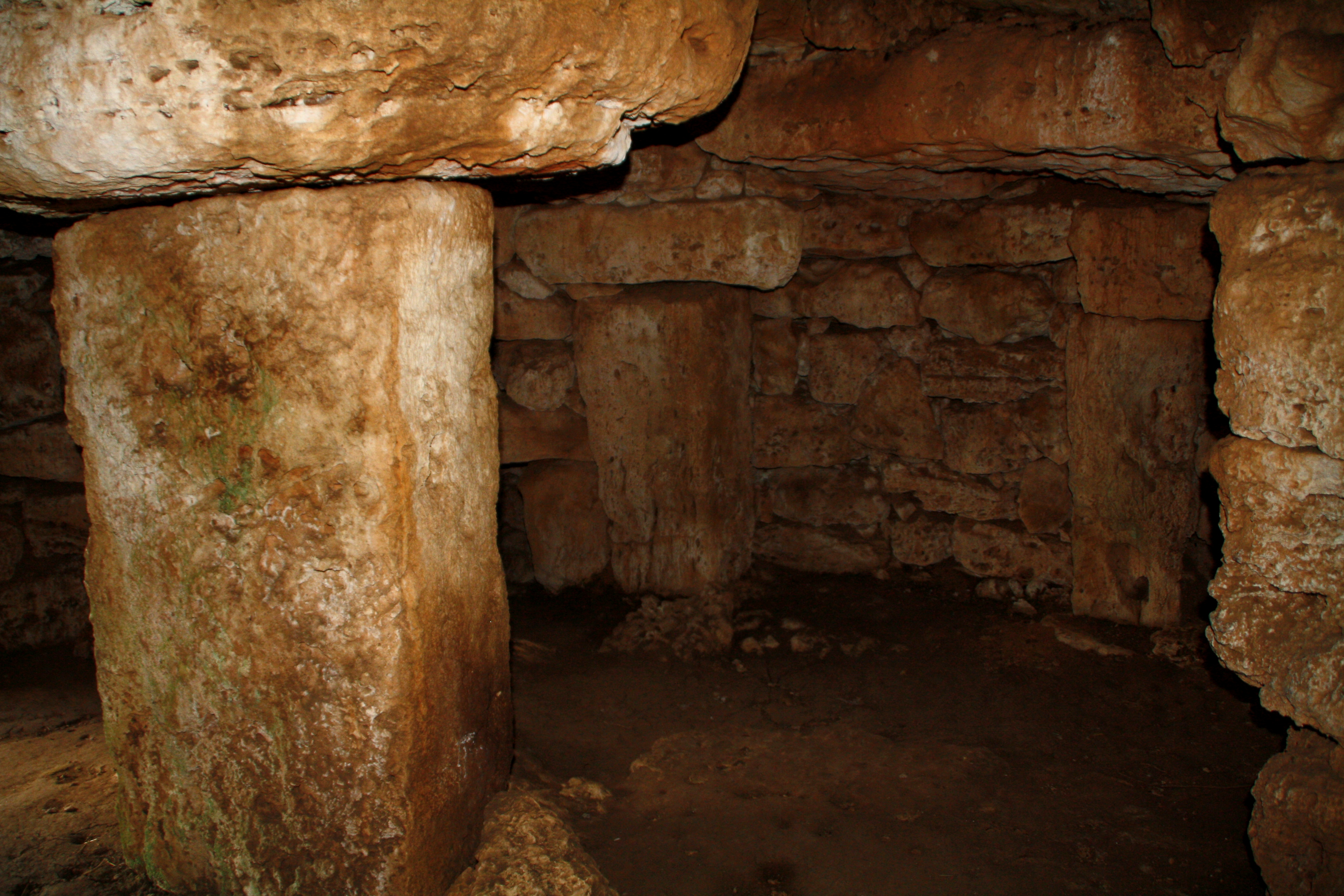
Inneres eines hypostylonartigen Gebäudes in Talatí de Dalt

Im südlichen Bereich der Fundstätte befindet sich ein Gebäudekomplexe, der für Menorca einzigartig ist. Die einzelnen Bauten ähneln den Säulenhallen, die oft als Anbau posttalayotischer Rundhäuser oder auch einzeln stehend gefunden werden, unterscheiden sich aber architektonisch von diesen. Ein schmaler Weg führt zum ersten dieser Gebäude, in dem eine zentrale monolithische Säule mit Kapitell das gesamte Dach aus Steinplatten und Erde trägt. Seitlich gibt es eine enge Nische, und gegenüber der Tür führen mehrere Stufen in eine aus dem Felsen geschlagene Kammer hinab. Vom Weg aus führt ein Durchgang in einen trapezförmigen Innenhof, von wo aus ein weiteres, in mehrere kleine Räume aufgeteiltes Gebäude betreten werden kann. Hier wurde bei Ausgrabungen ein aus der Römerzeit stammendes Skelett eines Mädchens gefunden. Ein drittes Gebäude, das wie die anderen durch einen Zugang aus monolithischen Türpfosten und einem ebensolchen Türsturz betreten wird, hat eine gestreckte rechteckige Form. Das Dach besteht aus großen Steinplatten, die durch keine Säulen gestützt werden. Scherben islamischer Keramik belegen, dass der Gebäudekomplex bis ins 13. Jahrhundert genutzt wurden.

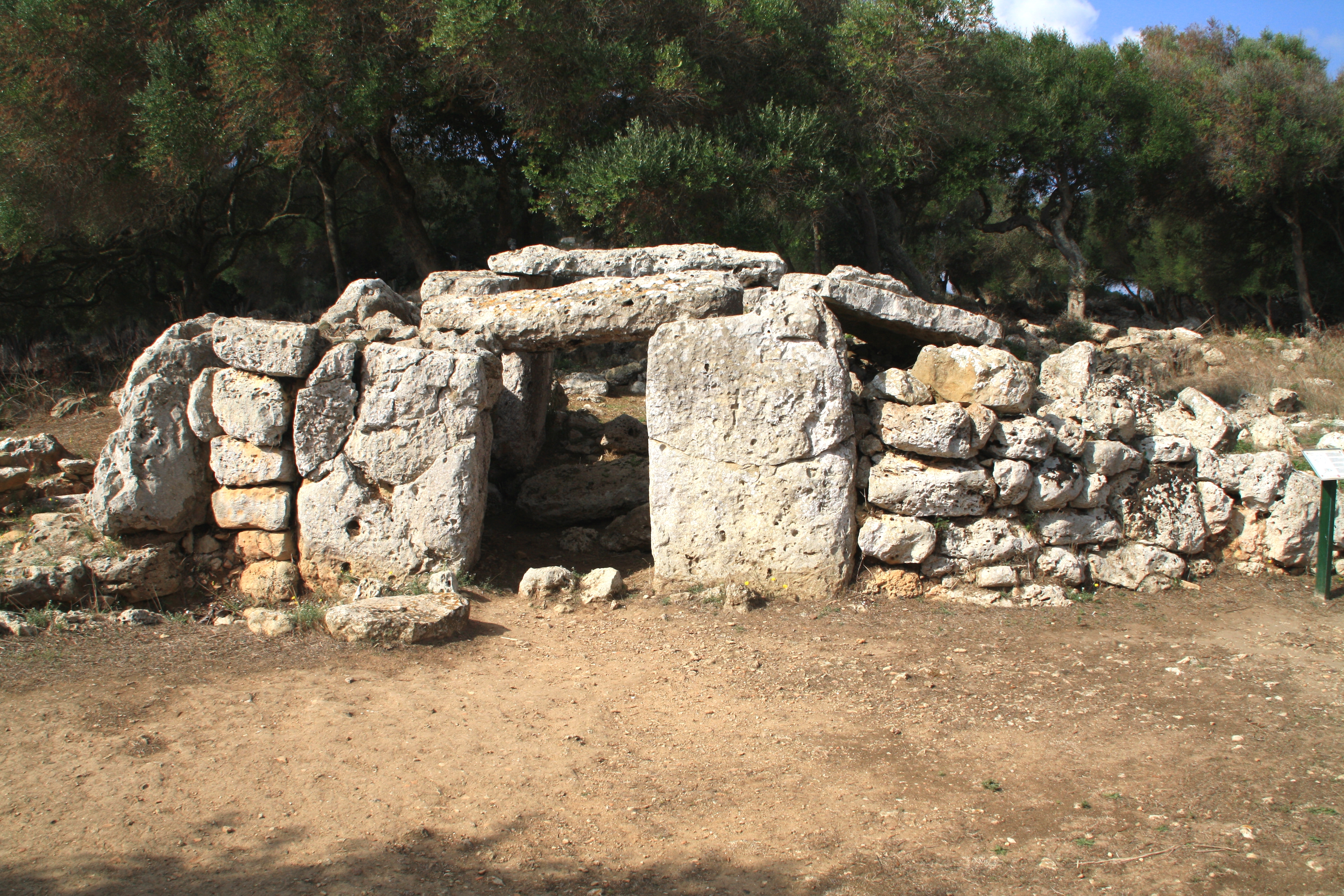
Überdachter Torweg zu einem posttalayotischen Rundhaus

Im Osten der Fundstätte befinden sich noch Teile der einstigen Schutzmauer der Siedlung sowie die Reste einiger Rundhäuser und einer Säulenhalle.
Weiterhin finden sich in Talatí de Dalt zwei künstlich erweiterte Naturhöhlen, die wahrscheinlich schon vor dem Bau der Siedlung als Begräbnisstätten genutzt wurden, sowie eine Zisterne und ein Brunnen aus dem 19. Jahrhundert. Der Brunnen wurde erst 2002 entdeckt, da er verschüttet war. Seine Öffnung hat einen Durchmesser von 10 m. Er ist ungefähr 6 m tief.

## Ausgrabungen und Denkmalschutz
Maria Lluïsa Serra (1911–1967) führte erste Grabungen im Bereich der Taula durch. Sie fand Spuren von Asche sowie Scherben römischer Keramik. Seit 1997 werden in Talatí de Dalt systematische Grabungen durchgeführt, zunächst durch den Verein Amics del Museu de Menorca („Freunde des Museums von Menorca“), später durch das Unternehmen Arqueomenorca, das verschiedene archäologische Fundplätze verwaltet. Dabei wurde der einzigartige hypostylonartige Gebäudekomplex freigelegt.
Bereits seit 1931 steht die Siedlung als historisches Denkmal unter staatlichem Schutz. Sie ist in der spanischen Datenbank für Kulturgüter (Bienes de Interés Cultural) unter der Nummer R-I-55-0000687 als archäologische Stätte (Zona Arqueológica) registriert.
Talati de Dalt gehört zu den 24 archäologischen Stätten, die seit 2023 als „Talayotisches Menorca“ zum Weltkulturerbe zählen.